# Arildsgruppen
Arildsgruppen var en sammanslutning av konstnärer, som vistades och målade i den populära konstnärsorten Arild på skånska Kullahalvön. Den bildades 1948 av konstnärerna Runo Andersson, Asmund Arle, Rut Arvidsson, Einar Emland och Gull Rosdahl, och efter hand anslöts fler skandinaviska konstnärer. I samband med en grupputställning på Ystads Konstmuseum togs i samverkan med därvarande intendenten Nils Olsson år 1953 initiativet till att bilda en svensk pionjärverksamhet i form av Arildsgruppens Konstcirkel för närmare möten, diskussioner och folkbildning mellan konstnärer och allmänheten, med riksomfattande konstaftnar, skolprogram etc. Man utgav även tidskriften Konstbladet 1957-1961.
1958 utvidgade man verksamheten med målarskola, konsthantverk, konserter, litterära aftnar med mera och startade Konstnärshuset i Arild. I början av 1960-talet ombildades verksamheten till den rikstäckande Konstnärernas Samarbetsorganisation (KSO) med verksamhet för ett stort antal konstnärer och utställningar runt om i Sverige och ledde även till bildandet av organisationen SKYS med säte i Malmö. I början av 1990-talet avvecklades verksamheten, då arbetsbelastningen kändes alltför tung för många av de åldrande konstnärerna. Idealen för verksamheten var att föra konstnärer och allmänheten närmare varann och bedriva folkbildningsverksamhet inom konstområdet, samt att samarbeta kollegor emellan i stället för att som oftast konkurrera.

## Konstnärshuset i Arild
Konstnärshuset i Arild var 1959-1963 centrum för Arildsgruppens verksamhet. Det invigdes 1959 av intendenten för Ystads Konstmuseum, Nils Olsson i ett förutvarande hotell. I denna konstnärskoloni bedrevs en livaktig verksamhet av ett stort antal skandinaviska konstnärer med målarskola, utställningar, konsthantverk, konserter i samverkan med bland annat Nordvästra Skånes orkesterförening, kulturprogram med författare och skådespelare såsom Gabriel Jönsson, Olle Länsberg, Hans Peterson och Olof Bergström. 
Centrala konstnärer i denna verksamhet var bland annat Tore Ahnoff, Gunnar Allvar, Runo Andersson, Asmund Arle, Rut Arvidsson, Max Gregor Carlsson, Knut Yngve Dahlbäck, Baengt Dimming, Einar Emland, Åke Jönsson, Tage E. Nilsson, Gull Rosdahl och Eric Julius Svensson.